# Xã Fair, Quận Platte, Missouri
Xã Fair (tiếng Anh: Fair Township) là một xã thuộc quận Platte, tiểu bang Missouri, Hoa Kỳ. Năm 2010, dân số của xã này là 924 người.